# Церква Воскресіння Христового (Кальне)
Церква Воскресіння Христового в Кальному — парафія і храм греко-католицької громади Зборівського деканату Тернопільсько-Зборівської архієпархії Української греко-католицької церкви в селі Кальне Тернопільського району Тернопільської области.

## Історія церкви
Урочисте освячення церкви відбулося на другий день Великодніх свят у 1811 році. Відтоді вона відома як храм Воскресіння Господнього Золочівського деканату Львівської архиєпархії УГКЦ.
За сільськими переказами, попередниця сучасного храму була дерев'яною церквою, що згоріла. Обгорілу будівлю продали в село Красносільці, а нову, також дерев'яну, перевезли із Залізців.
У повоєнний період радянська влада позбавила парафіян Кального можливості молитися в рідній церкві. Проте люди зберегли ключі, і щонеділі та на свята таємно відчиняли храм для спільних молитов. Офіційний дозвіл на відновлення богослужінь був отриманий восени 1987 року, але церква тоді належала до РПЦ. У 1992 році громада знову повернулася в лоно УГКЦ.
21 вересня 2008 року, під час відзначення 560-річчя першої писемної згадки про село, кардинал Любомир Гузар освятив пам'ятник на могилі свого діда по материнській лінії, священника о. Луки Демчука.
При парафії діють спільноти: Марійська дружина, «Матері в молитві» та Вівтарна дружина.

## Парохи
- о. Душинський (1780-ті),
- о. Петро Ляхович ([1832]—1834),
- о. Василь Прокопович (1834—1838, адміністратор; 1838—1840+),
- о. Яким Зарицький (1840—1842),
- о. Тимотей Луцейка (1842—1843),
- о. Іван Хромовський (1843—1855),
- о. Петро Гупало,
- о. Копертинський (1855—1876),
- о. Йосип Чировський (1876-1878, адміністратор; 1878—1882),
- о. Микола Янович (1882—1883, адміністратор; 1883—1903),
- о. Лука Демчук (1903—1904, адміністратор; 1904—1929+),
- о. Микола Буряк (1929—1932, адміністратор; 1932—[1944]),
- о. Теодор Була (1952—1969),
- о. Григорій Сироїд (1969—1986),
- о. Павло Бук (1987),
- о. Михайло Венгерак (1988—1992),
- о. Володимир Шевців (1992—1995),
- о. Григорій Зозуляк (1995—1999),
- о. Олег Дідух (2000—2008),
- о. Іван Гавдяк (з 2008).